# Protomeloe
Protomeloe is een geslacht van kevers uit de familie oliekevers (Meloidae).
Het geslacht is voor het eerst wetenschappelijk beschreven in 1965 door Abdullah.

## Soorten
Het geslacht omvat de volgende soorten:
- Protomeloe argentinensis Abdullah, 1965
- Protomeloe crowsoni Abdullah, 1965
- Protomeloe simplex Selander, 1966